# Reskontó
A reskontó a szerencsejátékoknál a fogadó személynek a nyereményre való jogosultságát hivatott igazoló szelvény. A kifejezés ma már elavult, helyette a „fogadószelvény” használata általános.

## A reskontó a magyar irodalomban
A szó manapság erősen kötődik Móricz Zsigmond Légy jó mindhalálig című regényéhez, amelyben a főhőstől, Nyilas Misitől ellopják a reskontót, és bár kiderül Misi vétlensége, sorsát az eset később is befolyásolja.

## Külső hivatkozások
- Idegen szavak
- Tudományos és Köznyelvi Szavak Magyar Értelmező Szótára